# Улица Панчина (Београд)
| Улица · ПАНЧИНА | Улица · ПАНЧИНА        |
| --------------- | ---------------------- |
|                 |                        |
| Општина         | Звездара               |
| Почетак         | Улица Панте Срећковића |
| Крај            | Улица светог Николе    |
| Дужина          | 260 m                  |
| Створена        | 1940.                  |
| Названа         | 1940.                  |
|                 |                        |
|                 |                        |
| Улица Панчина   |                        |

Улица Панчина је улица на Звездари, у Београду, у близине Звездарске шуме.
Налази се иза Новог гробља, од Улице Панте Срећковића, поред Улице Мите Ракића, до Улице светог Николе.

## Историјат
Улица је добила назив по београдском трговцу Лазару Панчи. Кнез Милош је из заоставштине Лазара Панче, 1835. године сазидао малу цркву св. Марка на Ташмајдану, на месту данашње велике цркве св. Марка.

## Познати објекти
- Основна школа 1300 каплара
- Амбуланта дома здравља Звездара
- Медицинска школа Звездара
- Научно-технолошки парк

## Суседне улице
Улица Панчина се налази измећу улица:
1. Вељка Дугошевића
2. Панте Срећковић
3. Светог Николе
4. Мите Ракића
5. Звездарска шума